# Биттю-Мацуяма (княжество)

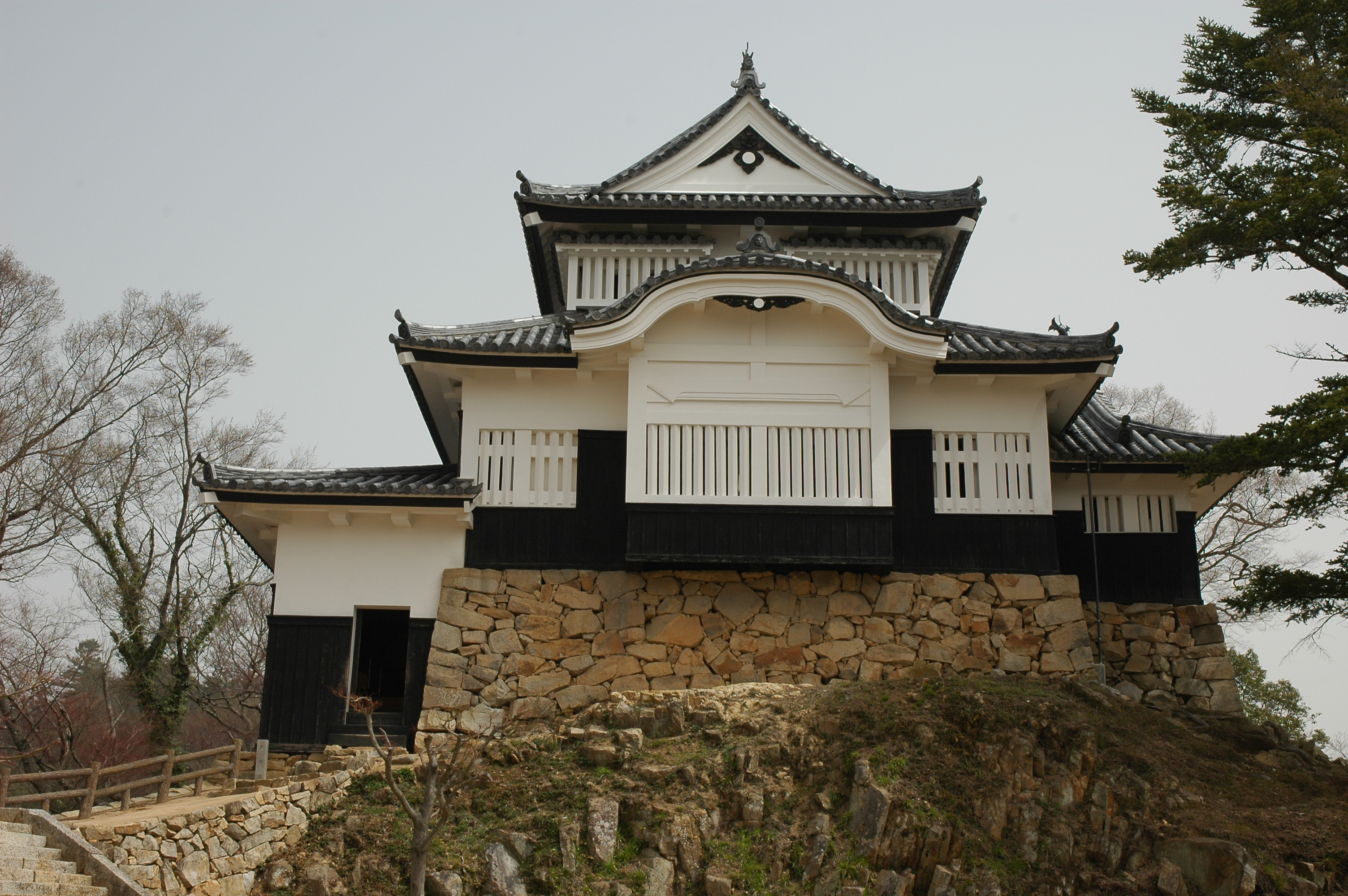
Замок Биттю-Мацуяма

Княжество Биттю-Мацуяма (яп. (備中松山藩 Биттю-Мацуяма-хан) — феодальное княжество (хан) в Японии периода Эдо (1600—1871), в провинции Биттю региона Санъёдо на острове Хонсю (современная префектура Окаяма).

## История княжества
Административный центр княжества: замок Биттю-Мацуяма (современный город Такахаси, префектура Окаяма).
Доход хана:
- 1600—1619 годы — 14 460 коку риса
- 1619—1641 годы — 65 000 коку
- 1642—1693 годы — 50 000 коку риса
- 1695—1711 годы — 65 000 коку
- 1711—1744 годы — 60 000 коку
- 1744—1871 годы — 50 000 -> 20 000 коку риса

Княжество Мацуяма в провинции Биттю было создано в 1600 году. Его первым правителем стал Кобори Масацугу (1540—1604), вассал Токугава Иэясу. В 1604 году ему наследовал старший сын Кобори Масакадзу (1579—1647), который в 1619 году был переведен в Комуро-хан (провинция Оми).
В 1619 году в домен был переведен Икэда Нагаюки (1587—1632), бывший владелец Тоттори-хана (провинция Инаба). В 1632 году ему наследовал старший сын Икэда Нагацунэ (1609—1641).
В 1642 году из Нарива-хана в Мацуяма-хан был переведен Мидзуноя (Мидзутани) Кацутака (1597—1664). В 1664—1689 годах правил его старший сын Мидзуноя Кацумунэ (1623—1689). В 1689 году ему наследовал второй сын Мидзуноя Кацуёси (1663—1693).
В 1695 году домен получил во владение Андо Сигэхиро (1640—1698), бывший правитель Такасаки-хана. В 1698 году ему наследовал сын Андо Нобутомо (1671—1732), который в 1711 году был переведен в Кано-хан (провинция Мино).
В 1711—1744 годах княжеством управлял Исикава Фусаёси (1704—1764), ранее сидевший в Ёдо-хане (провинция Ямасиро). В 1744 году его перевели в Исэ Камэяма-хан (провинция Исэ).
В 1744—1871 годах доменом управлял род Итакура. В 1744 году из Исэ Камэяма-хана в Биттю-Мацуяма-хан был переведен Итакура Кацудзуми (1719—1769). Его потомки владели княжеством вплоть до 1871 года.
Биттю-Мацуяма-хан был ликвидирован в 1871 году.

## Правители княжества
- Род Кобори, 1600—1619 (тодзама-даймё)

| № | Имя              | Имя      | Годы правления | Годы жизни  | Примечания                                                                                  |
| - | ---------------- | -------- | -------------- | ----------- | ------------------------------------------------------------------------------------------- |
| 1 | Кобори Масацугу  | 小堀正次 | 1600 — 1604    | 1540 — 1604 | Вассал Исоно Кадзумаса, Тоётоми Хидэнага, Тоётоми Хидэёси, Тоётоми Хидэёри и Токугава Иэясу |
| 2 | Кобори Масакадзу | 小堀政一 | 1604 — 1619    | 1579 — 1647 | Старший сын и преемник Кобори Масацугу                                                      |

- Род Икэда, 1619—1641 (фудай-даймё)

| № | Имя            | Имя      | Годы правления | Годы жизни  | Примечания                   |
| - | -------------- | -------- | -------------- | ----------- | ---------------------------- |
| 1 | Икэда Нагаюки  | 池田長幸 | 1619 — 1632    | 1587 — 1632 | Сын и преемник Икэды Нагаёси |
| 2 | Икэда Нагацунэ | 池田長常 | 1632 — 1641    | 1609 — 1641 | Старший сын Икэды Нагаюки    |

- Род Мидзутани (Мидзуноя), 1642—1693 (фудай-даймё)

| № | Имя               | Имя      | Годы правления | Годы жизни  | Примечания                    |
| - | ----------------- | -------- | -------------- | ----------- | ----------------------------- |
| 1 | Мидзуноя Кацутака | 水谷勝隆 | 1642 — 1664    | 1597 — 1664 | Старший сын Мидзунои Кацутоси |
| 2 | Мидзуноя Кацумунэ | 水谷勝宗 | 1664 — 1689    | 1623 — 1689 | Старший сын Мидунои Кацутаки  |
| 3 | Мидзуноя Кацуёси  | 水谷勝美 | 1689 — 1693    | 1663 — 1693 | Второй сын Мидзунои Кацумунэ  |

- Род Андо, 1695—1711 (фудай-даймё)

| № | Имя           | Имя      | Годы правления | Годы жизни  | Примечания                                                                                          |
| - | ------------- | -------- | -------------- | ----------- | --------------------------------------------------------------------------------------------------- |
| 1 | Андо Сигэхиро | 安藤重博 | 1695 — 1698    | 1640 — 1698 | Сын Андо Сигэюки (1623—1641) и внук Андо Сигэнаги (1600—1657), 2-го даймё Такасаки-хана (1621—1657) |
| 2 | Андо Нобутомо | 安藤信友 | 1698 — 1711    | 1671 — 1732 | Старший сын и преемник Андо Сигэхиро                                                                |

- Род Исикава, 1711—1744 (фудай-даймё)

| № | Имя             | Имя      | Годы правления | Годы жизни  | Примечания                                                                             |
| - | --------------- | -------- | -------------- | ----------- | -------------------------------------------------------------------------------------- |
| 1 | Исикава Фусаёси | 石川総慶 | 1711 — 1744    | 1704 — 1764 | Сын Исикава Кацуюки (1675—1706) и правнук Исикава Ёситака, усыновлён Исикавой Ёситакой |

- Род Итакура, 1744—1871 (фудай-даймё)

| № | Имя               | Имя       | Годы правления | Годы жизни  | Примечания                                                             |
| - | ----------------- | --------- | -------------- | ----------- | ---------------------------------------------------------------------- |
| 1 | Итакура Кацудзуми | 板倉 勝澄 | 1744 — 1751    | 1719 — 1769 | Сын Итакуры Сигэхару                                                   |
| 2 | Итакура Кацукакэ  | 板倉 勝武 | 1751 — 1769    | 1736 — 1769 | Старший сын Итакуры Кацудзуми                                          |
| 3 | Итакура Кацуёри   | 板倉 勝従 | 1769 — 1778    | 1750 — 1778 | Третий сын Итакуры Кацудзуми                                           |
| 4 | Итакура Кацумаса  | 板倉 勝政 | 1778 — 1801    | 1759 — 1821 | Седьмой сын Итакуры Кацудзуми                                          |
| 5 | Итакура Кацуаки   | 板倉 勝晙 | 1801 — 1804    | 1784 — 1804 | Четвертый сын и преемник Итакуры Кацумасы                              |
| 6 | Итакура Кацуцунэ  | 板倉 勝職 | 1804 — 1849    | 1803 — 1849 | Старший сын Итакуры Кацуаки                                            |
| 7 | Итакура Кацукиё   | 板倉 勝静 | 1849 — 1869    | 1823 — 1889 | Сын Мацудайры Саданаги, усыновлён Итакурой Кацуцунэ                    |
| 8 | Итакура Кацусукэ  | 板倉 勝弼 | 1869 — 1871    | 1846 — 1896 | Внук 4-го даймё Итакуры Кацумасы, усыновлён 7-м даймё Итакурой Кацукиё |